# Jak się masz koteczku?
Jak się masz koteczku? (ang. What's Up, Tiger Lily?) – amerykańska komedia z 1966 w reżyserii Woody’ego Allena i Senkichiego Taniguchiego. Wyprodukowany przez American International Pictures.
Światowa premiera filmu miała miejsce 2 listopada 1966 roku.

## Obsada
- Tatsuya Mihashi jako Phil Moscowitz
- Akiko Wakabayashi jako Suki Yaki
- Mie Hama jako Teri Yaki
- John Sebastian jako on sam
- Tadao Nakamaru jako Shepherd Wong
- Susumu Kurobe jako Wing Fat
- Sachio Sakai jako Hoodlum
- Hideyo Amamoto jako Cobra Man
- Osman Yusuf jako Gambler
- Woody Allen jako
- Zal Yanovsky jako on sam

i inni